# Pedro Juan Gutiérrez
Pedro Juan Gutiérrez s-a născut în Matanzas, Cuba, la 27 ianuarie 1950. Scriitorul, a cărui opțiune narativă este realismul impudic-murdar, a lucrat până la vârsta de 25 de ani ca vânzător de înghețată, tăietor de trestie de zahăr, muncitor în agricultură și construcții, profesor de desen tehnic, șef de sindicat, contrabandist, ziarist și jurnalist radio. În 1978 își ia licența la Universitatea din Havana.
Ziarist, editor, scriitor, pictor și sculptor, Gutiérrez este o replică de tip cubanez a Marchizului de Sade, a lui Henry Miller, Rimbaud, Nabokov sau Bukowski. A mai scris și: Trilogie murdară la Havana, Animal Tropical (Premiul Alfonso García-Ramos, Spania, 2000), El Rey de La Habana, El insaciable hombre araña, Carne de perro (pentru care i s-a acordat Premiul Narrativa Sur del Mundo, Italia, 2003), etc. Locuieste la Havana.